# T-64
De T-64 is een in de Sovjet-Unie ontwikkelde tank uit de vroege jaren 60. De tank werd ontworpen onder leiding van de Sovjet ingenieur Aleksandr Morozov en geproduceerd in fabriek nr.75 in Charkiv. Ontwikkeling van de tank vond plaats tussen 1961 en 1964. Op 30 december 1966 werd de tank officieel aangenomen door het Sovjetleger. De tank diende als een geavanceerdere tegenhanger van de T-62. De T-64 diende in tankdivisies terwijl de T-62 in gemotoriseerde infanteriedivisies diende. Oekraïne is voornaamste gebruiker van de T-64 en heeft meerdere gemoderniseerde varianten ontwikkeld.

## Dienstgeschiedenis

### Sovjet-Unie
De T-64 trad in dienst in het Sovjetleger in 1967 bij de 41ste Garde Tankdivisie in het militaire district Kiev. Deze eenheid werd waarschijnlijk gekozen omdat deze dicht bij de fabriek gelegerd was, en de T-64 behoorlijke kinderziektes had toen het eerst in dienste trad. Tijdens de beginperiode van de dienstgeschiedenis moest er constant personeel van de fabriek aanwezig zijn bij de operationele tanks om de tanks te repareren en onderhouden en om de bemanningen op te leiden.
De T-64A trad in dienst in de westelijke militaire districten van de Sovjet-Unie tijdens de jaren 70 en werd geleidelijk ingezet bij de eenheden van het Sovjetleger in Oost-Duitsland en andere landen van het Warschaupact. Toen de nieuwe tank voor het eerst werd gezien door de NAVO in Oost-Duitsland werd deze verkeerd geïdentificeerd als de T-72.

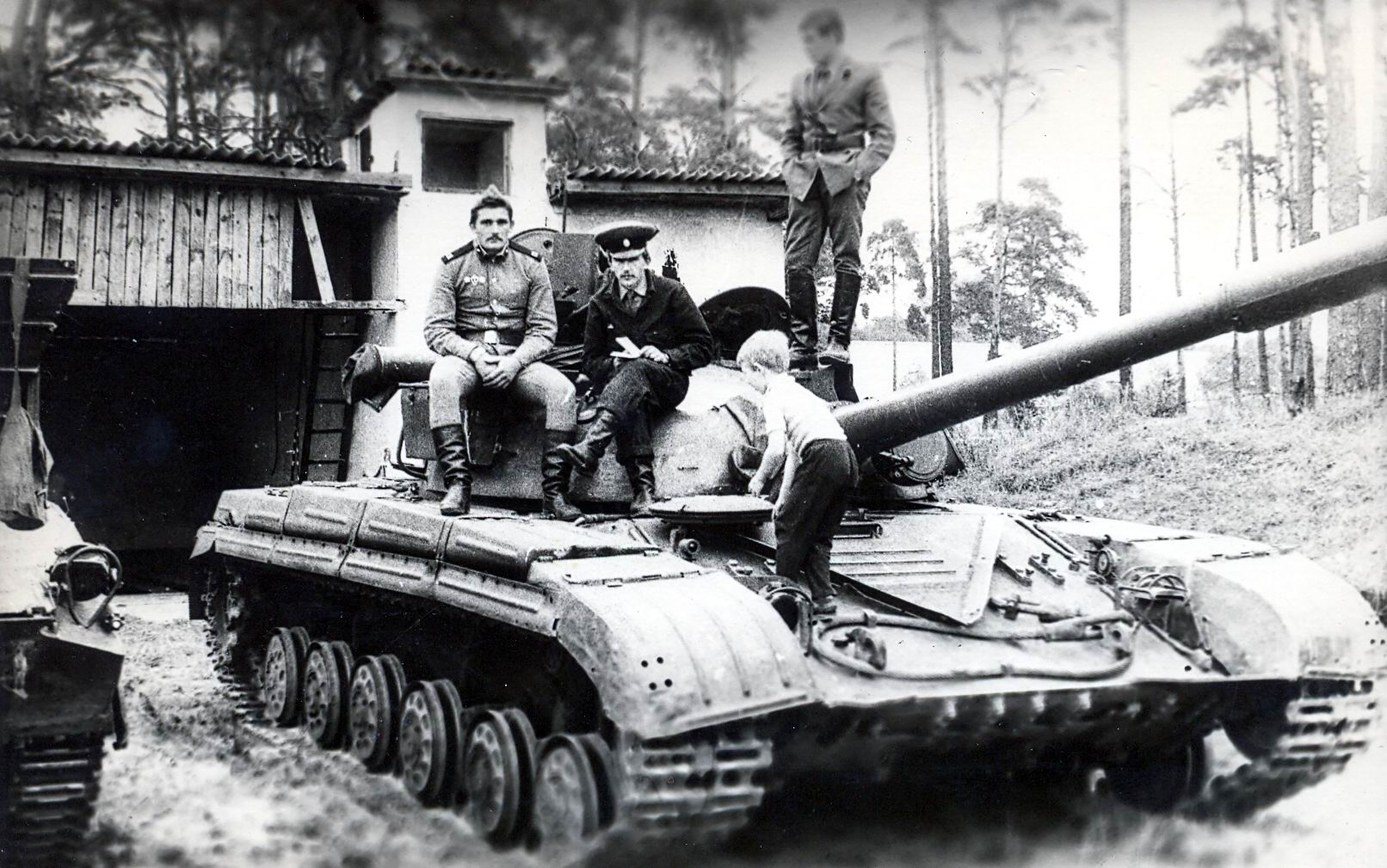
Een T-64 van de Strijdkrachten van de Sovjet-Unie in Oost-Duitsland

In September 1990 had de Sovjet-Unie 3.982 T-64 tanks in dienst ten westen van het Oeralgebergte, 2.091 daarvan in Oekraïne. Hiervan waren er 1.386 T-64A, 220 T-64AK, 1.192 T-64B, 158 T-64BV, 420 T-63B1, 27 T-64B1K/BV1K en 578 T-64R. De T-64 werd nooit geëxporteerd vanuit de Sovjet-Unie.
Een klein aantal T-64 tanks werd getest in januari 1980 tijdens de Afghaanse Oorlog, echter werden deze snel teruggetrokken zonder in gevecht gebruikt te worden. Dit kwam door de slechte prestatie van de motoren op de grote hoogte.

### Post-Sovjetperiode
Na het uiteenvallen van de Sovjet-Unie in 1991 besloot de nieuwe Russische landmacht om de tankvloot te standaardiseren met de T-72 en T-80. De T-64 tanks werden geleidelijk in opslag gesteld of gesloopt.
In juni 1992 werden 18 T-64BV tanks van de 59ste gemotoriseerde divisie overgenomen door het leger van Transnistrië die vochten in het Transnistrisch conflict. Twee van deze tanks werden uitgeschakelde door het leger van Moldavië in de buurt van Bender tijdens een Transistrische tegenaanval. Dit was de eerste keer dat de T-64 tank in gevecht gebruikt werd.

#### Oekraïne

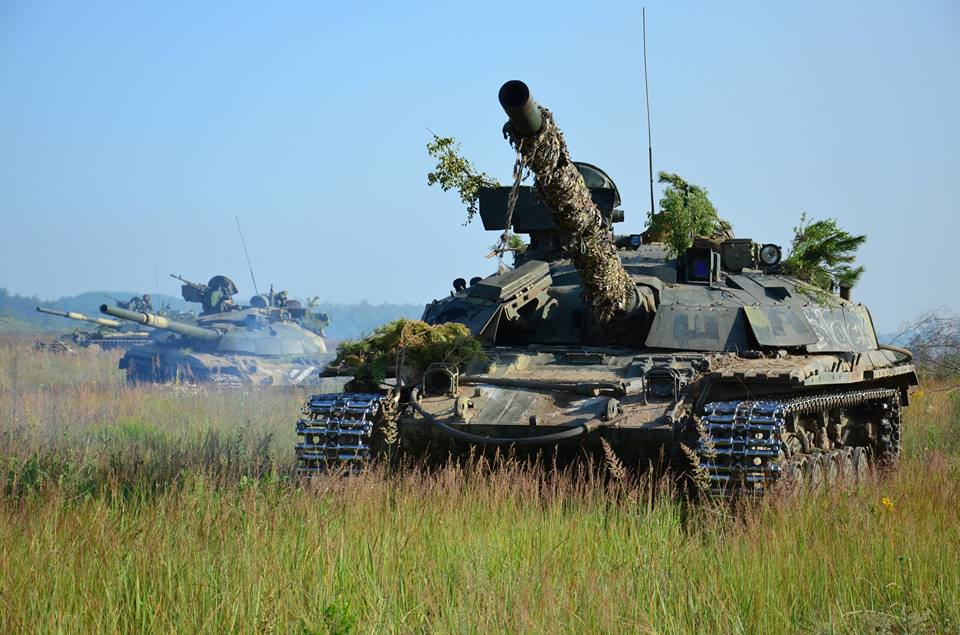
Een Oekraïense T-64BM tank tijdens militaire oefeningen

Oekraïne gebruikte haar T-64 tanks tijdens de uitbraak van de Oorlog in Oost-Oekraïne. Oekraïne verloor ongeveer 300 T-64 tanks in gevechten in 2014. Minimaal 20 tanks werden achtergelaten tijdens ongeorganiseerde terugtrekkingen van Oekraïense troepen en werden later door pro-Russische separatisten buitgemaakt. In juni 2014 begon Rusland met het reactiveren van T-64 tanks die in opslag stonden om deze aan de separatisten te doneren. Dit gaf Rusland de mogelijkheid om enige betrokkenheid te ontkennen omdat deze konden worden door de tanks te verklaren als buitgemaakt op Oekraïense troepen. Volgens Amerikaanse inlichten bleek dit door het ontbreken van Oekraïense markeringen en modificaties bij deze tanks. Aan het begin van 2022 hadden de separatisten in totaal iets meer dan 100 T-64 tanks van verschillende varianten in gebruik.
In februari 2014 waren er ongeveer 40 T-64BV tanks gestationeerd op de Krim. Rusland nam deze tanks aanvankelijk in beslag na de annexatie van het schiereiland. Later werden deze teruggegeven aan de Oekraïense regering in juni.
T-64 tanks werden gebruikt door Oekraïne en pro-Russische separatisten tijdens de Russische invasie van Oekraïne. Midden juni 2024 waren er bewijzen van zo'n negentigtal vernietigde T-64, meestal van het T-64BV-type (met armor upgrade package)..

#### Gebruik door anderen
Vijf T-64 tanks werden geleverd aan UNITA strijders tijdens de Angolese Burgeroorlog. De oorsprong van deze tanks is niet duidelijk, maar een aantal werd buitgemaakt door MPLA strijders. Eén van de tanks in dit conflict is vernietigd volgens videobewijs.
De Strijdkrachten van de Congo-Kinshasa ontvingen vanaf eind 2016 25 T-64B1M tanks uit Oekraïne. Deze werden gebruikt in patrouilles in Kasaï in 2017 tijdens de rebellenopstand in die regio.